# Робърт Уиншип Удръф
Робърт Уиншип Удръф (на английски: Robert Winship Woodruff) е американски бизнесмен и филантроп, президент на компанията „Кока-Кола“ от 1923 до 1954 г.
Под негово управление компанията постига небивал търговски успех и въвежда много новаторски идеи и стандарти в производството на безалкохолни напитки, които се използват и до наши дни. Неговото име носят много образователни и културни забележителности в град Атланта, щат Джорджия, САЩ.

## Биография
Роден е на 6 декември 1889 г. в град Кълъмбъс, Джорджия, син е на Ърнест Удръф, бизнесмен от Атланта, който (наред с много други неща), е лидер на група от инвеститори, които купуват компанията „Кока-Кола“ от Ейза Григс Кандлер през 1919 г.
Започва нова работа в „Уайт Мотър Къмпани“, автомобилостроителна компания със седалище в Кливланд, щата Охайо, и бързо успява да се издигне до позиция вицепрезидент на компанията.
По време на Първата световна война Удръф постъпва в Армията на САЩ, където служи в артилерията.
В началото на 20-те години компанията „Кока-кола“ изпитва финансови затруднения. Тогава за президент на компанията е избран Робърт Удръф, който по това време е на 33 години. Удръф успява да стабилизира компанията, увеличава многократно продажбите на наливна „Кока-Кола“ и в пъти продажбите на бутилирана „Кока-Кола“. Създава задграничен департамент през 1926 г., въвежда опаковките съдържащи няколко бутилки „за вкъщи“, хладилните шкафове, както и първите вендинг автомати за продажба за безалкохолни напитки.
Президент на компанията е до 1954 г., но остава в борда на директорите до 1984 г. Умира през 1985 г., погребан е в гробището „Уествю“ в Атланта.

## За него
- Frederick Allen, Secret Formula, HarperCollins, 1994. ISBN 0-88730-751-5
- Mark Pendergrast, For God, Country, and Coca-Cola, Basic Books, 2000. ISBN 0-465-05468-4